# ラージワーダー

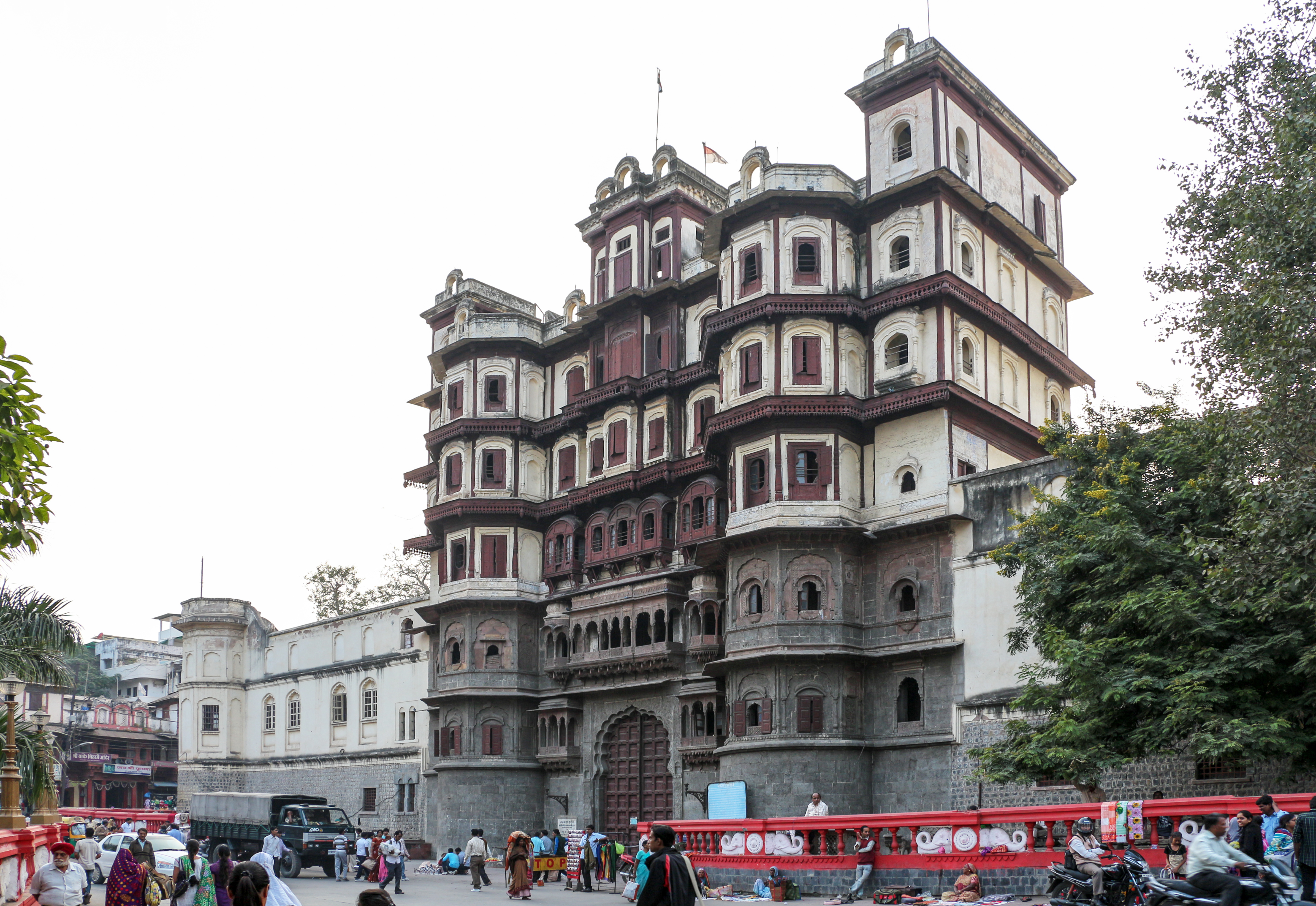
ラージワーダー

ラージワーダー（マラーティー語：राजवाडा、英語：Rajwada）は、インドのマディヤ・プラデーシュ州、インドール県の都市インドールにある宮殿。かつてはマラーターの諸侯ホールカル家の宮殿でもあった。

## 歴史
18世紀、インドールを支配したホールカル家によって建築された。1747年に当主マルハール・ラーオ・ホールカルが建設を開始し、1766年に完成した。
その後、1811年から1833年にかけて、火事で損傷した南の部分が再建された。
1947年のインド独立後、この宮殿は州政府によって管理されている。

## ギャラリー

イメージ
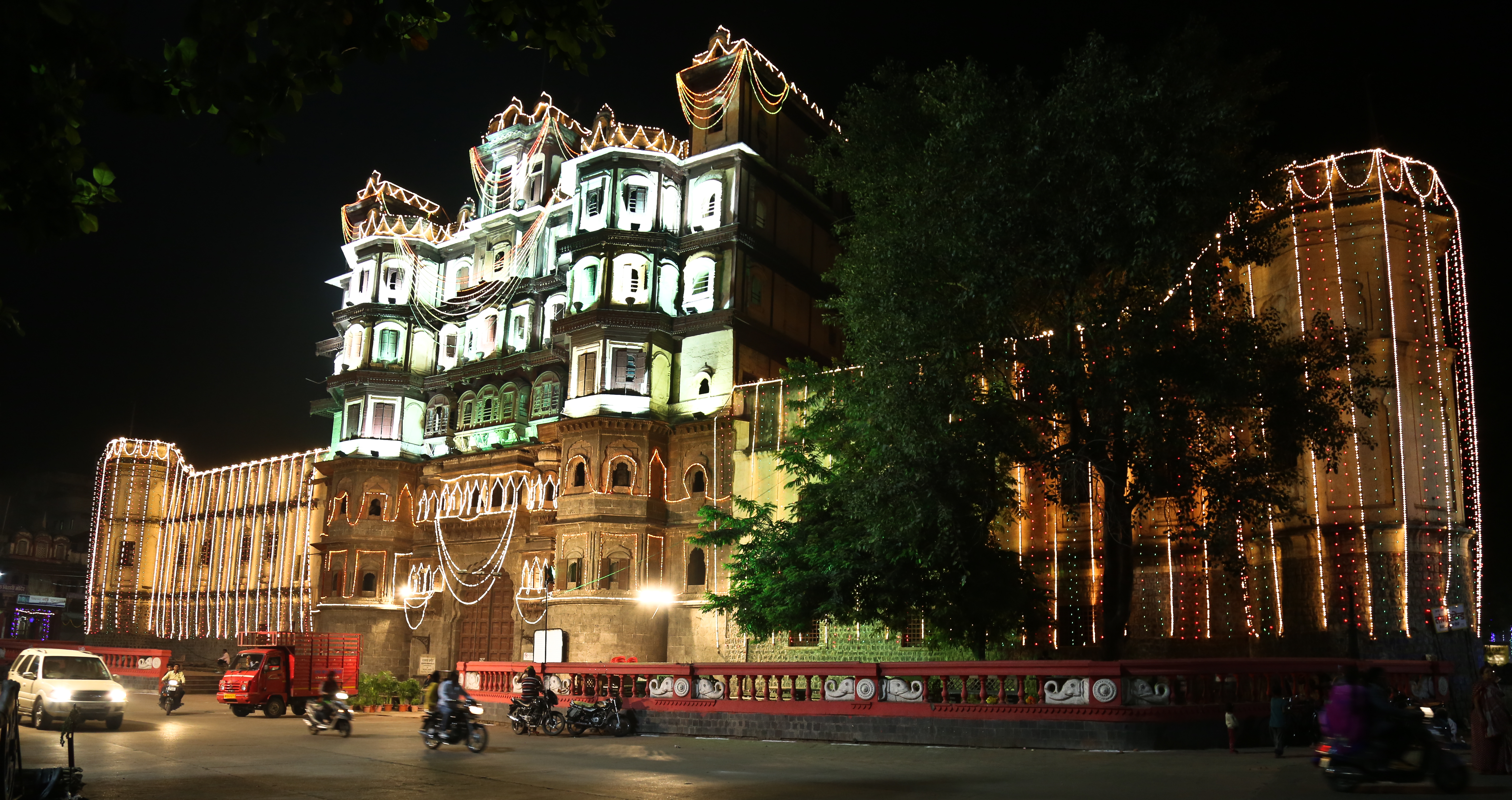
ラージワーダーでのディーワーリー（2014年）
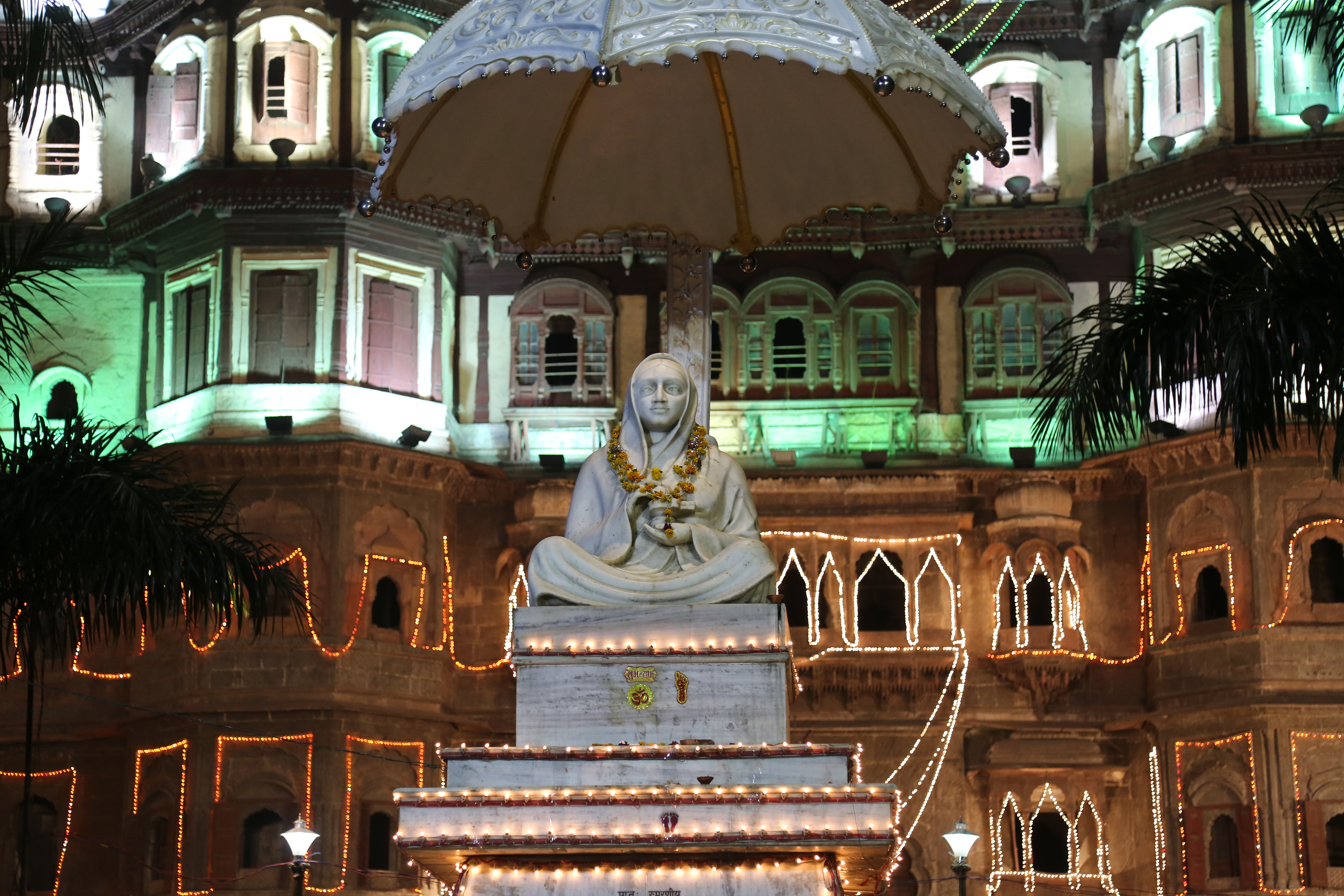
ラージワーダーのアヒリヤー・バーイー・ホールカル像